# Міксі

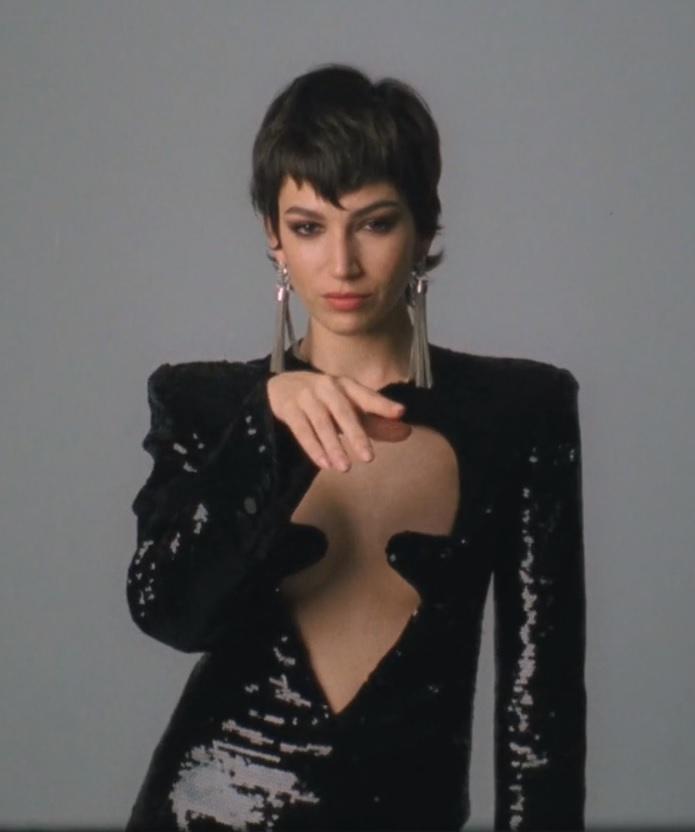
Урсула Корберо з зачіскою міксі

Міксі — жіноча зачіска з коротко підстриженими пасмами по бокам голови, та довшим волоссям на маківці. Ззаду голови волосся має більшу довжину і об'ємно стирчить в задньому напрямку. Зачіску міксі називають поєднанням  зачісок  піксі і малету.
Якщо умовно уявити то передня і бічні частини голови стрижуться так само як і в зачісці піксі, а задня частина так само як і в зачісці маллет. Саме концепція поєднання зачісок і зумовила появу назви міксі від слова «мікс». Зачіска міксі добре тримає форму, навіть після місяців відростання волосся, тож не потребує частої корекції.